# Афганец (фильм)
Афга́нец — советский драматический фильм режиссёра Владимира Мазура о нелёгкой судьбе советского военнопленного во время Афганской войны, снятый в 1991 году. В финальных титрах звучит романс Александра Вертинского «То, что я должен сказать».
Впоследствии, в 1994 году был снят сиквел «Афганец-2».

## Сюжет
Советский солдат украинского происхождения Иван Коваль в составе военной колонны подвергается нападению душманов. В ходе контратаки в кишлаке гибнет «старик-дуканщик». Коваль обвиняется в убийстве мирного жителя, и ему грозит до 15 лет тюрьмы. В процессе перевозки БТР, в котором едет Коваль, снова подвергается нападению душманов. На сей раз он оказывается в плену на высокогорной базе вместе с другими пленными «интернационалистами». Душманы жестоко избивают пленных и морят голодом, дразня арбузами. В отчаянии те поднимают бунт. Коваль получает тяжёлое ранение, но остаётся в живых. Душман пугает его пыткой «красный тюльпан» - сдирание кожи заживо. В ходе разборок между бандами душманов у Коваля появляются новые хозяева. Один из душманов — бывший советский солдат Степан, принявший ислам. Ковалю предлагают стать мусульманином. Он начинает заучивать суры Корана. На него выходит представитель ООП в арафатке, предлагает банку «Фанты» и содействие в освобождении. В ходе переговоров с работником советского МИДа Коваль отказывается возвращаться в Союз, однако впоследствии он колеблется и бежит к советскому консульству в Пакистане, но там отказываются его принять, сославшись на перерыв.

## Сиквелы
«Афганец 2» — вторая часть остросюжетного боевика, где главным героем был Иван Коваль, которому чудом удалось выжить в афганском плену. Иван проходит тяжёлые испытания — он возвращается на родину в качестве не героя, но нелегала. Когда о возвращении Ивана узнают местные бандиты, они приходят с «деловым предложением». Коваль находит армейского товарища, который также делает ему «деловое предложение» и знакомит с своим боссом. В результате обстоятельства засасывают Ивана в яму международной преступности — сильнее с каждым новым заданием. В конце наш герой ставит точку в своих отношениях с бандитами, но фильм заканчивается Иваном в оптическом прицеле винтовки под песню группы «Каскад».

## В ролях
- Пётр Ярош — Иван Коваль
- Виктор Сарайкин — Степан, бывший советский солдат, принявший ислам
- Давид Бабаев —
- Максим Дрозд — Василий
- Игорь Ромащенко — Рештук